# Lagoinha
Lagoinha är en kommun i Brasilien.   Den ligger i delstaten São Paulo, i den sydöstra delen av landet, 900 km söder om huvudstaden Brasília. Antalet invånare är 4 840. Arean är 255 kvadratkilometer.
Terrängen i Lagoinha är varierad.
Omgivningarna runt Lagoinha är huvudsakligen savann. Runt Lagoinha är det glesbefolkat, med 19 invånare per kvadratkilometer.